# Tricholoma roseoacerbum
Tricholoma roseoacerbum är en svampart som tillhör divisionen basidiesvampar, och som beskrevs av A. Riva. Tricholoma roseoacerbum ingår i släktet musseroner, och familjen Tricholomataceae. Enligt den finländska rödlistan är arten nära hotad i Finland. Enligt den svenska rödlistan är arten sårbar i Sverige. Arten förekommer i Övre Norrland. Artens livsmiljö är skogslandskap.